# زامورا (کالیفرنیا)
زامورا (به انگلیسی: Zamora) یک منطقهٔ مسکونی در ایالات متحده آمریکا است که در شهرستان یولو، کالیفرنیا واقع شده‌است. زامورا ۱۶ متر بالاتر از سطح دریا واقع شده‌است.